# Verkehrssicherungsposten

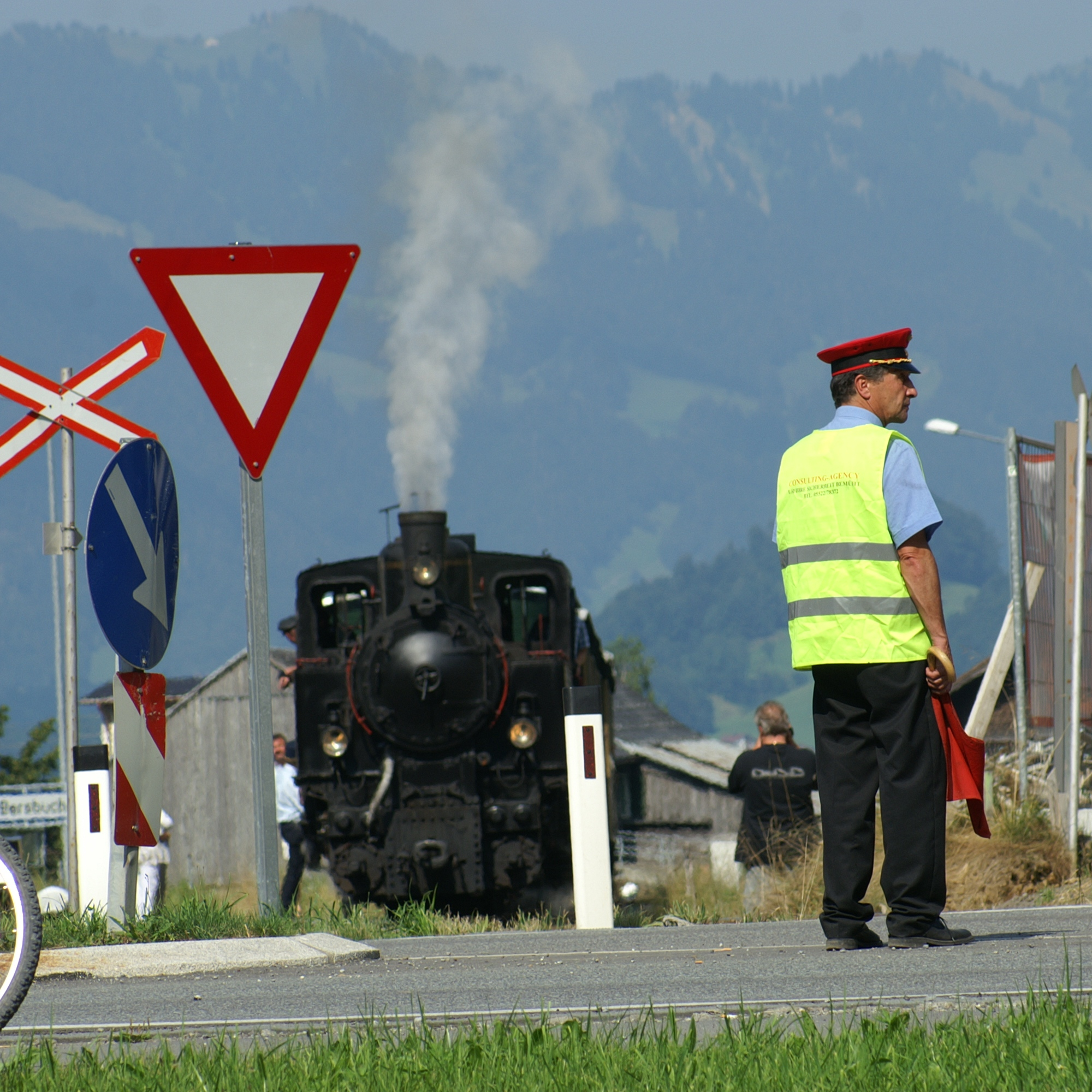
Verkehrssicherungsposten in Österreich an einem Bahnübergang

Verkehrssicherungsposten können zur Verkehrssicherung an Kreuzungen, Autobahngabelungen, Fahrbahnverengungen, Autobahnauffahrten und bei haltenden Kolonnen eingesetzt werden. Zur Sicherung von Kolonnenfahrten werden oft Kradmelder als mobile Sicherungsposten eingesetzt. Sie weisen andere Verkehrsteilnehmer auf eine Gefahr hin, haben aber keine polizeiliche Regelungs- oder Weisungsbefugnis. Zur Ausstattung gehört in der Regel eine Warnweste sowie ein Anhaltestab.
Es werden gemäß § 35 der deutschen Straßenverkehrs-Ordnung (StVO) bestimmten Gruppen, insbesondere Feuerwehren, Sonderrechte gewährt, welche in den Einzelgesetzen besonders konkretisiert werden.
Verkehrssicherungsposten werden auch bei Verkehrsunfällen durch die Feuerwehr eingesetzt. Auch hier existiert außer in Bayern keine polizeiliche Regelungs- oder Weisungsbefugnis, mit der Ausnahme, dass der Verkehr gestoppt werden darf, wenn eine Gefahr für Menschen, Tiere oder Sachwerte droht. Die Freigabe des gestoppten Verkehrs darf aber nur durch die Polizei stattfinden. Auch eine Umleitung des Verkehrs oder der Hinweis auf mögliche Ausweichrouten ist nur auf polizeiliche Weisung erlaubt.
Ob diese Regelungen zutreffen, legt die Landesbehörde in ihren Verwaltungsvorschriften zur Straßenverkehrs-Ordnung fest.